# Charles A. Villeneuve
Charles-Auguste Villeneuve (L'Ange-Gardien, Quebec, 15 december 1930) is een Canadees componist, dirigent, muziekpedagoog en hoboïst.

## Levensloop
Villeneuve kreeg op 8-jarige leeftijd zanglessen. Later wisselde hij op klarinet en dan om hobo. Zijn studies deed hij aan het Conservatoire de musique et d'art dramatique du Québec in Quebec onder andere bij Réal Gagnier, hobo. Tijdens zijn studie was hij ook lid van het Orchestre symphonique de Québec (1951-1957) en van de Canadian Broadcast Co. Symphony Orchestra (1950-1957). In 1952 werd hij lid van de Band of the 22nd Royal Regiment en van 1957 tot 1960 studeerde hij orkest-directie aan de Royal Military School of Music "Kneller Hall" in Engeland en behaalde daar het diploma. 
Van 1960 tot 1968 was hij dirigent van het Royal Canadian Ordnance Corps aansluitend van de Band of the Royal Canadian Artillery tot 1979 en tot 1980 bij de Band of the 22nd Royal Regiment. Met deze militaire orkesten deed hij reizen naar Europa, door de Verenigde Staten en vanzelfsprekend door Canada. 
Sinds 1975 is hij docent voor hobo aan de Université Laval in Montreal. Sinds 1980 heeft hij zich continu ontwikkeld tot commandant van de École de musique des Forces canadiennes (Canadian Forces School of Music) en inspecteur van de militaire muziek in Canada. 

## Composities

### Werken voor harmonieorkest
- La Belle Équipe
- Servir